# Return to Castle Grailskull
Return to Castle Grailskull jest to druga płyta niemieckiego zespołu Grailknights. Po raz pierwszy na płycie zostały nagrane głosy fanów, którzy śpiewają (najczęściej) podczas chórków. Twórcami tekstów do piosenek są wszyscy członkowie oprócz Duke'a of Drummington.

## Lista utworów
1. Raving Storms – 5:21
2. Hail To The Grail – 8:19
3. Moonlit Masquerade – 6:06
4. Fight Until You Die – 3:54
5. Home At Last – 6:30
6. Prevail – 5:31
7. Return To Castle Grailskull – 7:27
8. Home At Last – 6:30 (Ukryta)

## Twórcy
- Mac Death – gitara basowa, wokal
- Sir Optimus Prime – gitara, wokal
- Lord Lightbringer – gitara, wokal
- Duke of Drumington – perkusja